# Котузів
Коту́зів — село в Україні, у Золотниківській сільській громаді Тернопільського району Тернопільської області. До вересня 2015 року адміністративний центр колишньої Коту́зівської сільської ра́ди. Від вересня 2015 року ввійшло у склад Золотниківської сільської громади.
Поштове відділення — Котузівське.

## Географія
Селом тече річка Самець.

## Історія
За радянських часів у селі діяв колгосп імені Кутузова, що мав у користуванні 2.2 тисячі гектарів сільськогосподарських угідь, з них 2.1 тис. га орної землі. Провідними галузями були: рільництво і тваринництво м'ясо-молочного напрямку. У селі також були восьмирічна школа, будинок культури, бібліотека, фельдшерсько-акушерський пункт, відділ зв'язку і кравецька майстерня.
12 червня 2020 року, відповідно до розпорядження Кабінету Міністрів України № 724-р «Про визначення адміністративних центрів та затвердження територій територіальних громад Тернопільської області» увійшло до складу Золотниківської сільської громади.
19 липня 2020 року, в результаті адміністративно-територіальної реформи та ліквідації Теребовлянського району, село увійшло до складу Тернопільського району.

## Політика

### Парламентські вибори, 2019
На позачергових парламентських виборах 2019 року у селі функціонувала окрема виборча дільниця № 610843, розташована у приміщенні будинку культури.
Результати
- зареєстровано 263 виборці, явка 69,58%, найбільше голосів віддано за «Європейську Солідарність» — 21,31%, за «Слугу народу» — 15,30%, за Об'єднання «Самопоміч» — 13,66%.[3] В одномандатному окрузі найбільше голосів отримав Микола Люшняк (самовисування) — 46,63%, за Володимира Бліхаря (Всеукраїнське об'єднання «Батьківщина») і Романа Василіцького (Об'єднання «Самопоміч») — по 14,04%[4].

## Релігія
- церква святого Миколая (1992, УГКЦ).

## Відомі люди

### Народилися
- Навроцька Ісидора — українська письменниця.
- Навроцький Володимир (1847–1882) — український публіцист, економіст, статистик
- о. Іван Пісецький — священник УГКЦ, голова Городенківської повітової Української Національної Ради ЗУНР[5]
- Олександр Пісецький — український громадський діяч, політик. Державний секретар пошт і телеграфів уряду ЗУНР.
- Олекса Яворський (1896—1987)[6] — поручник УГА, діяч УВО, адвокат, в'язень концтабору Береза Картузька[7]

## Галерея

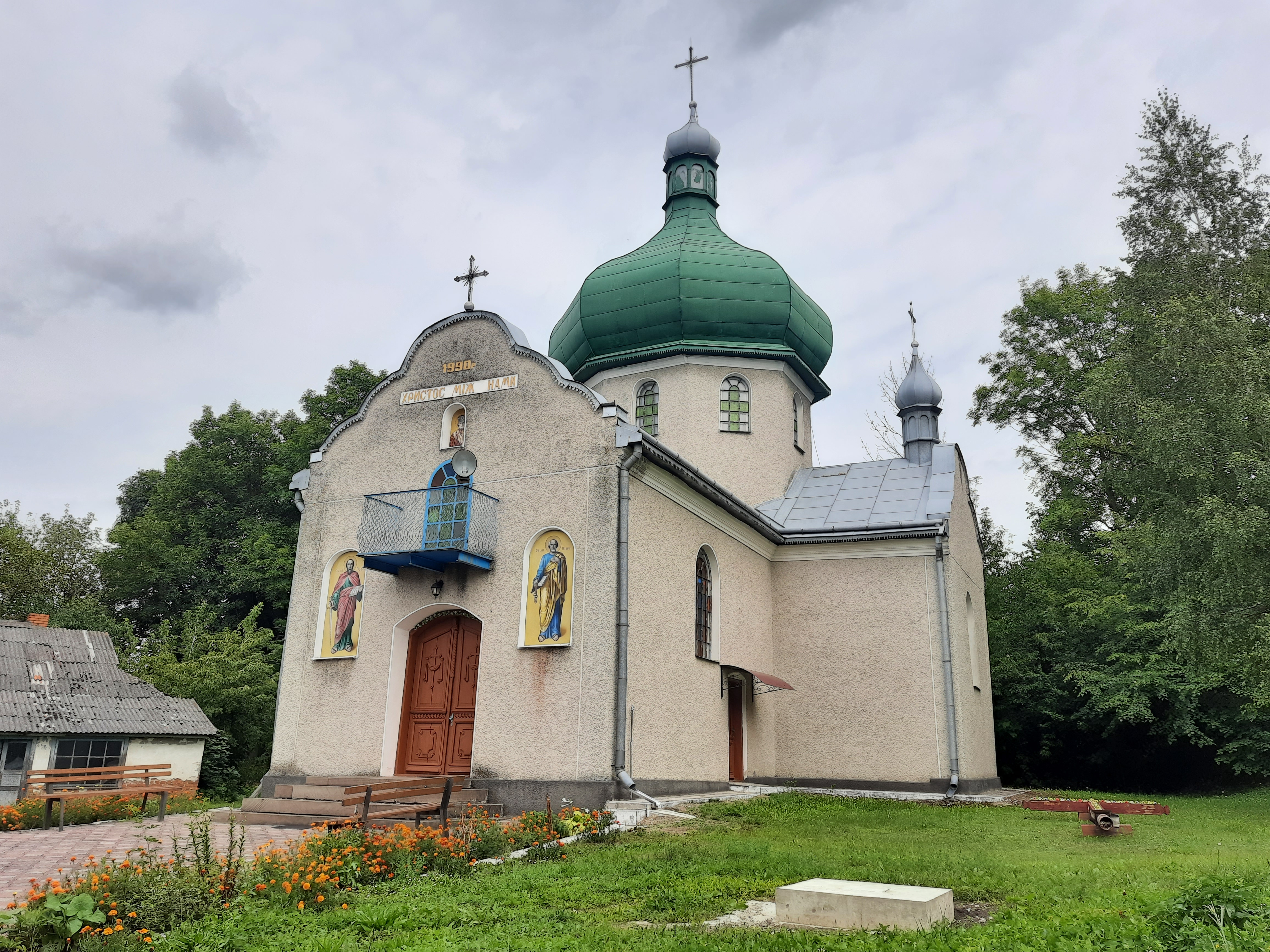
Церква Святого Миколая
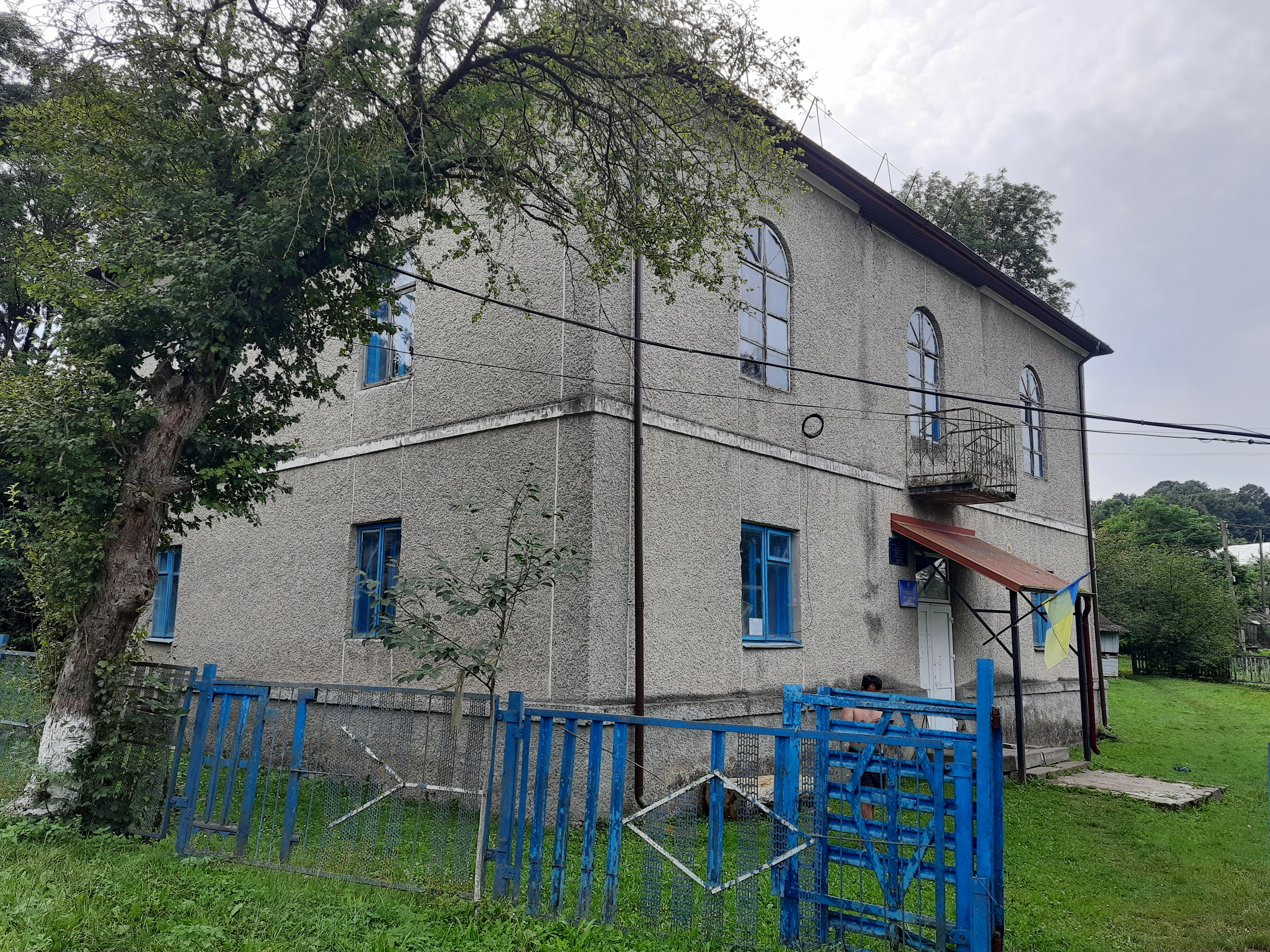
Будівля колишньої школи, зараз тут поштове відділення.
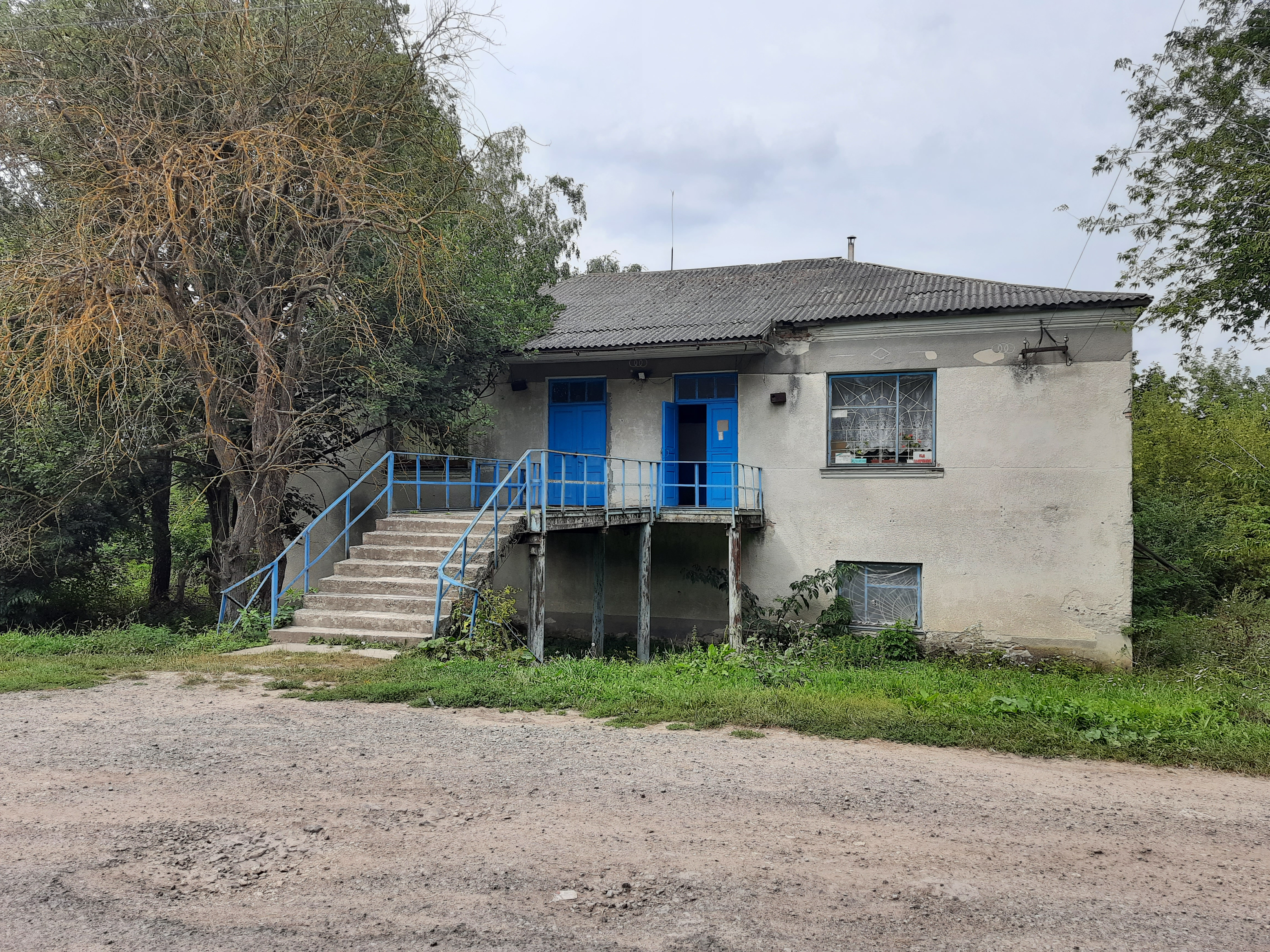
Крамниця
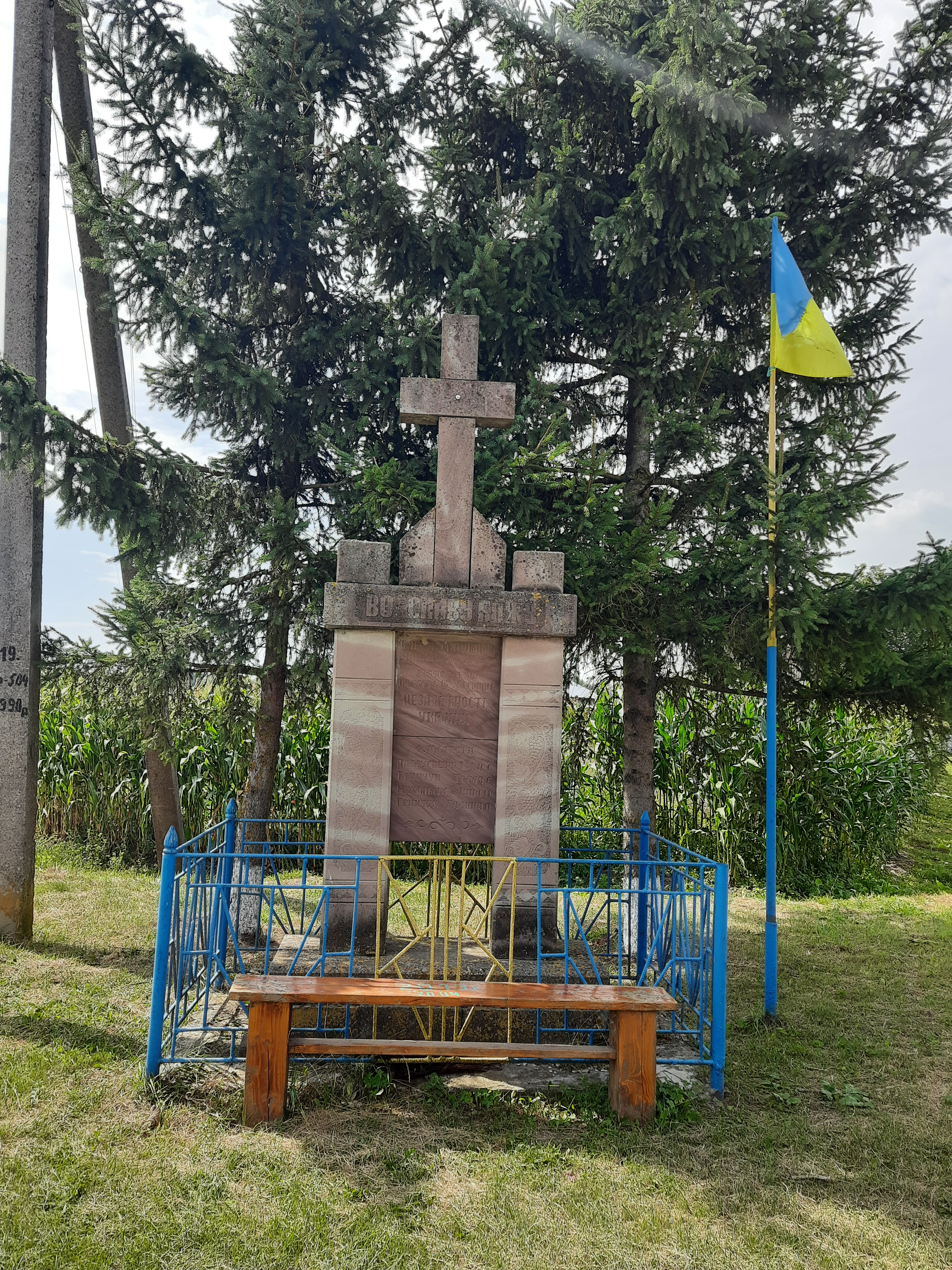
Пам'ятний хрест
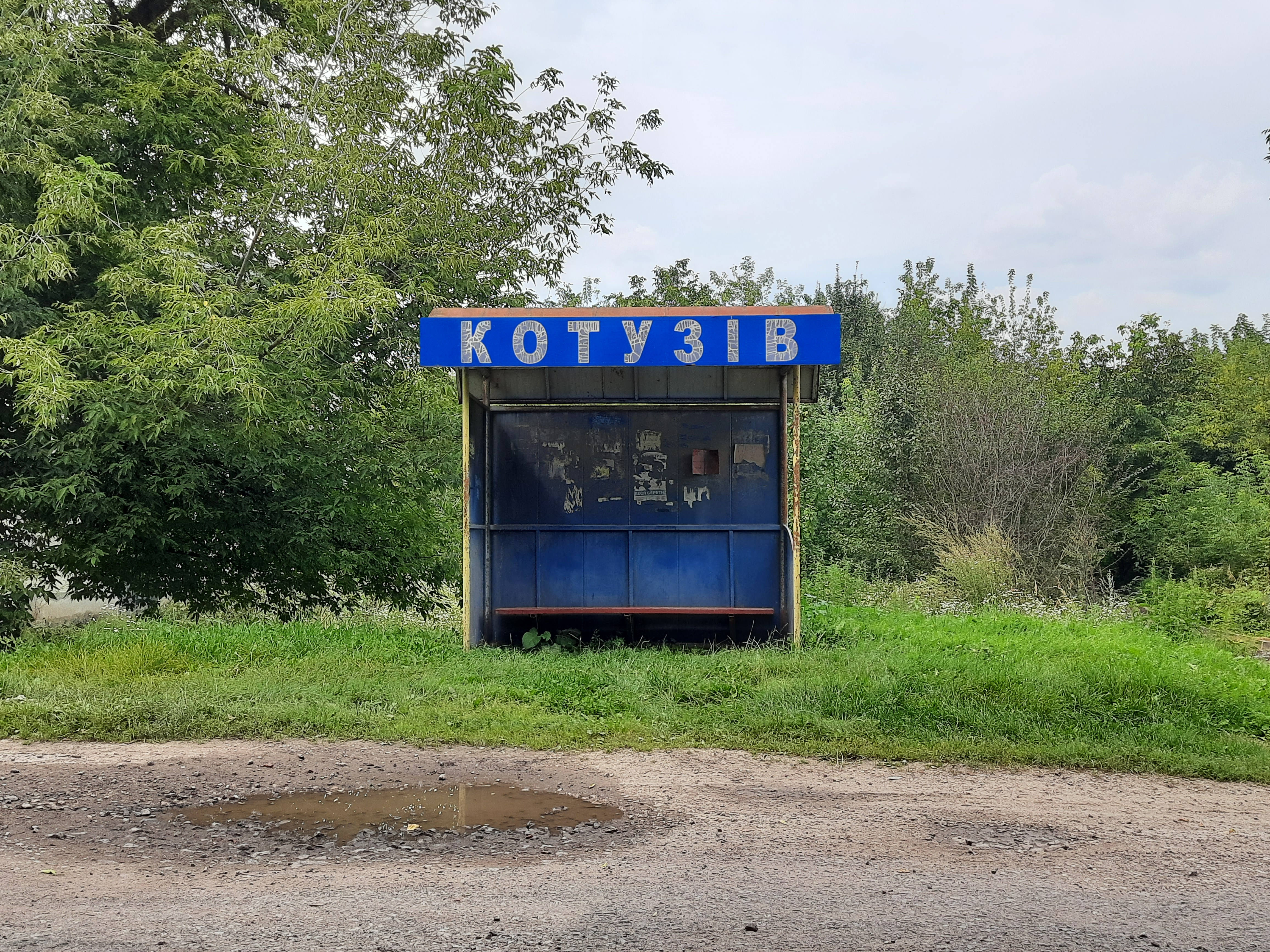
Автобусна зупинка